# Tricholepis
Tricholepis DC., 1833 è un genere di piante angiosperme dicotiledoni della famiglia delle Asteraceae.

## Descrizione

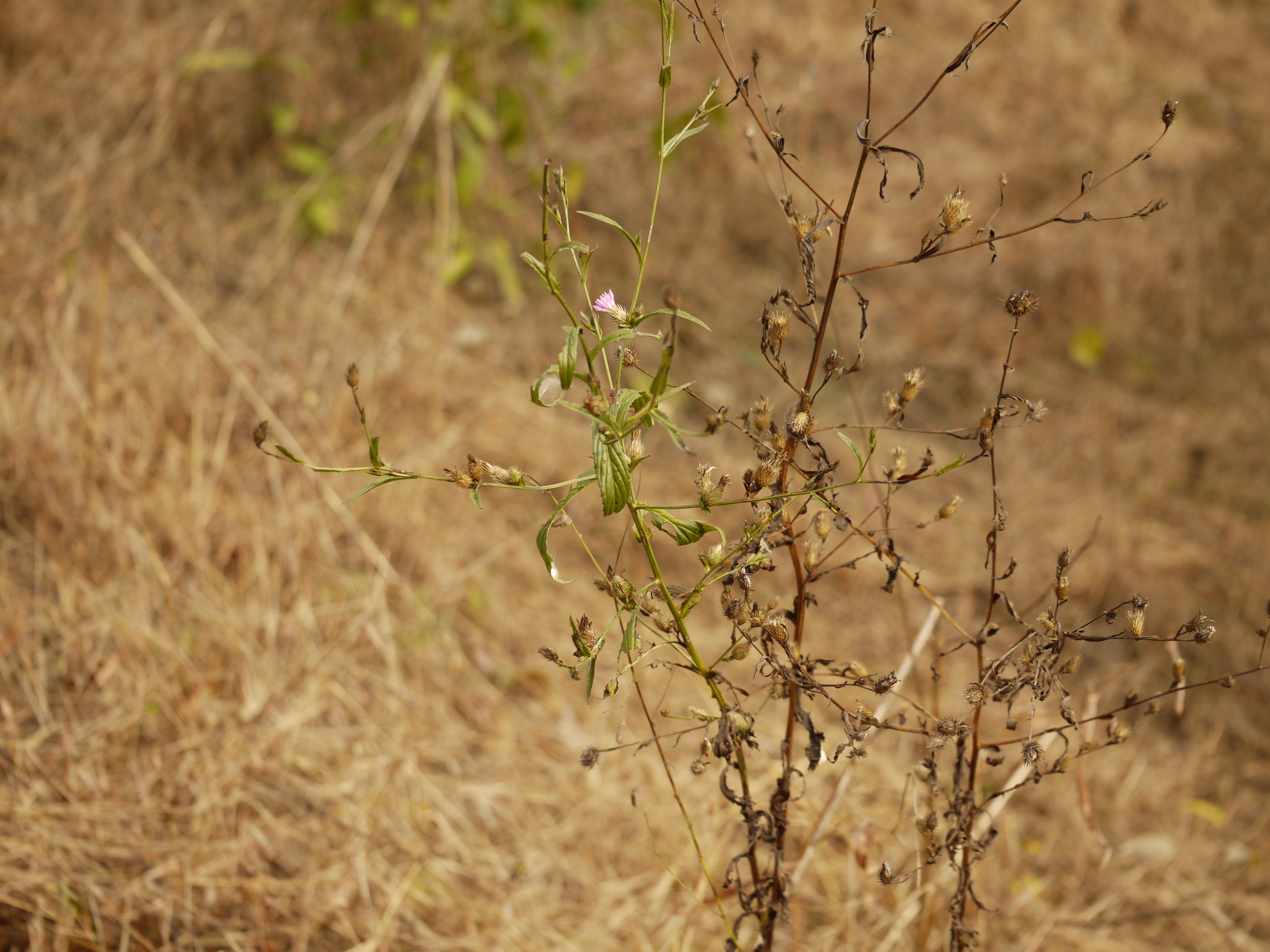
Il portamento
Tricholepis glaberrima

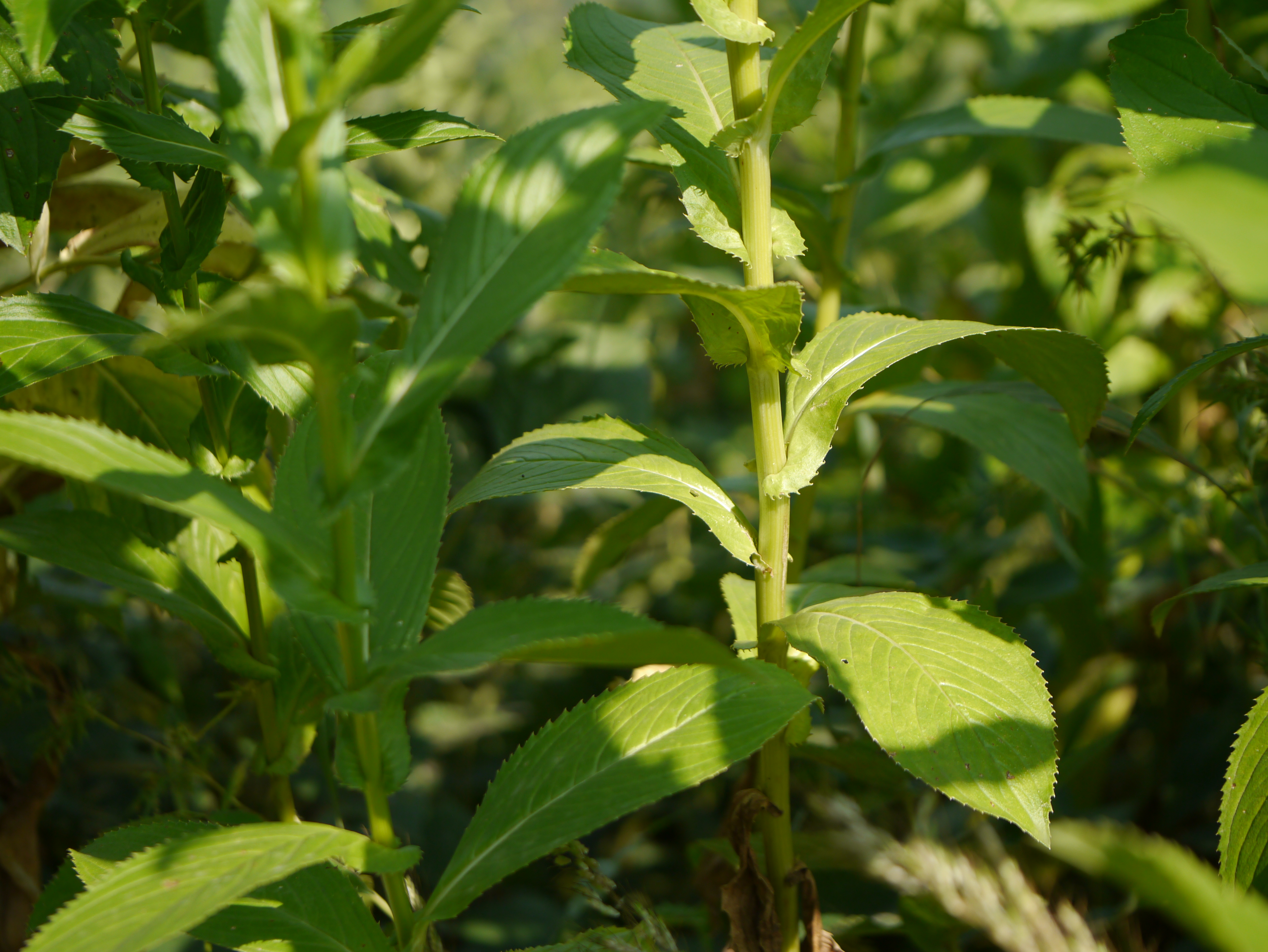
Le foglie
Tricholepis amplexicaulis

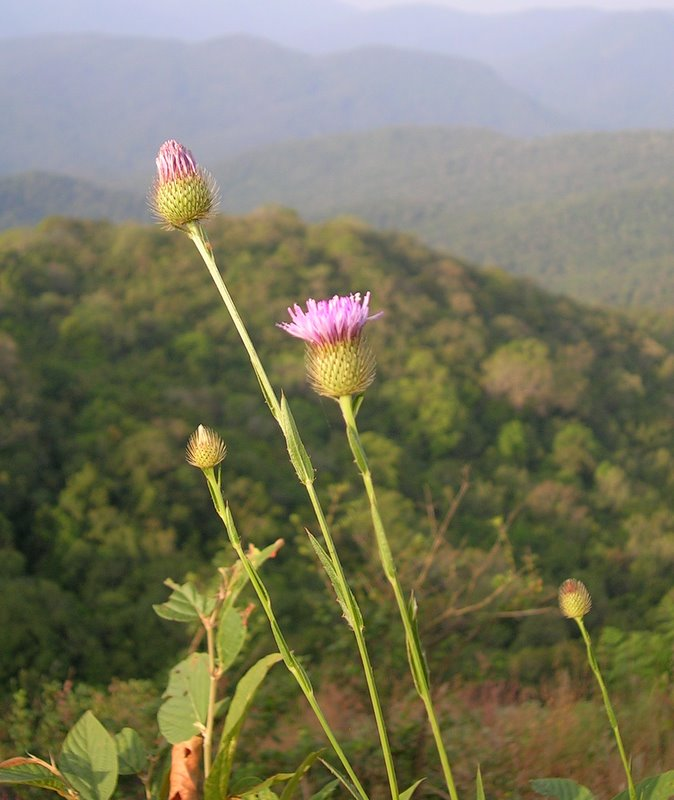
Infiorescenza
Tricholepis amplexicaulis

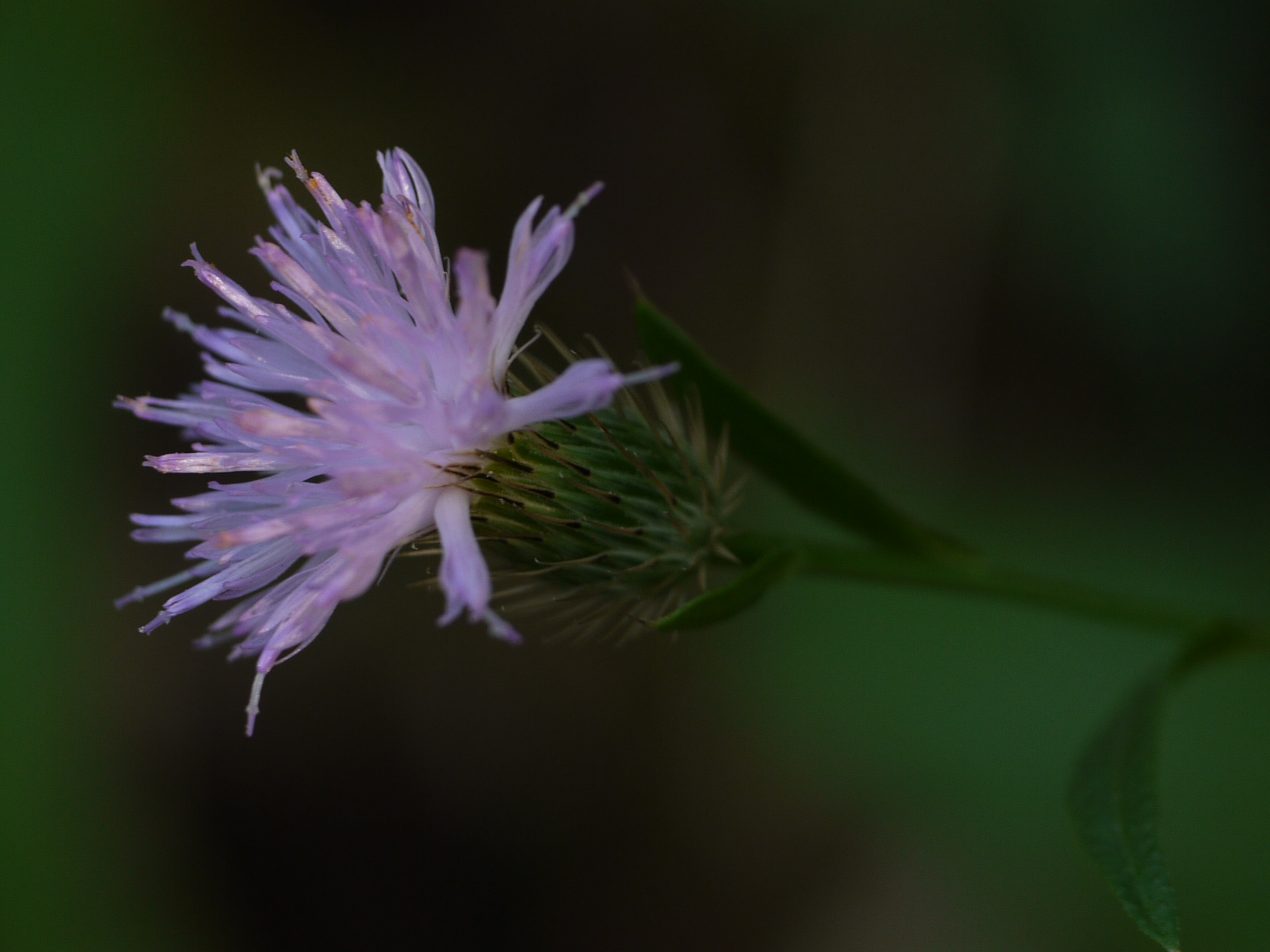
I fiori
Tricholepis glaberrima

Le specie di questo genere sono piante erbacee (o arbustive) annuali o perenni; in genere non sono spinose. Il fusto è eretto e ramificato dalla base o dal centro del fusto.
Le foglie lungo il caule sono disposte in modo alterno, hanno una lamina intera o talvolta dentato-pennatifida o anche appuntita.
Le infiorescenze si compongono di capolini peduncolati, omogami e solitari all'estremità del fusto. I capolini sono formati da un involucro a forma da campanulata a emisferica composto da brattee (o squame) all'interno del quale un ricettacolo fa da base ai fiori tutti tubulosi. Le brattee dell'involucro, numerose, disposte su più serie in modo embricato, hanno delle forme da subulate a subulato-lanceolate strette; hanno inoltre delle appendici molto lunghe; le brattee sono ricoperte inoltre da peli ispidi. Il ricettacolo normalmente è sericeo.
I fiori sono tutti del tipo tubuloso. I fiori sono tetra-ciclici (ossia sono presenti 4 verticilli: calice – corolla – androceo – gineceo) e pentameri (ogni verticillo ha 5 elementi). I fiori in genere sono ermafroditi e actinomorfi.
- Formula fiorale:

- /x K {\displaystyle \infty }, [C (5), A (5)], G 2 (infero), achenio

- Calice: i sepali del calice sono ridotti ad una coroncina di squame.
- Corolla: la corolla in genere è colorata di rosa, porpora, lilla o giallo.
- Androceo: gli stami sono 5 con filamenti liberi, glabri e papillosi, mentre le antere sono saldate in un manicotto (o tubo) circondante lo stilo.[8]
- Gineceo: lo stilo è filiforme; gli stigmi dello stilo sono due divergenti. L'ovario è infero uniloculare formato da 2 carpelli.

Il frutto è un achenio con pappo. Gli acheni, con forme obovoidi-oblunghe e lateralmente compressi, sono glabri. La superficie si presenta con deboli coste o striature. Il pericarpo dell'achenio è sclerificato; alla sommità l'achenio è provvisto di un bordo dentellato. Il pappo (deciduo o persistente) è inserito in un anello parenchimatico sulla piastra apicale e in genere è formato da due più o meno uguali serie di ampie squame pennate (la serie esterna è più piumosa; in quella interna gli elementi sono più larghi e appiattiti).

## Biologia
- Impollinazione: l'impollinazione avviene tramite insetti (impollinazione entomogama).
- Riproduzione: la fecondazione avviene fondamentalmente tramite l'impollinazione dei fiori (vedi sopra).
- Dispersione: i semi cadendo a terra (dopo essere stati trasportati per alcuni metri dal vento per merito del pappo – disseminazione anemocora) sono successivamente dispersi soprattutto da insetti tipo formiche (disseminazione mirmecoria).

## Distribuzione
Le specie di questo genere si trovano dall'Iran alla Cina centrale.

## Tassonomia
La famiglia di appartenenza di questa voce (Asteraceae o Compositae, nomen conservandum) probabilmente originaria del Sud America, è la più numerosa del mondo vegetale, comprende oltre 23.000 specie distribuite su 1.535 generi, oppure 22.750 specie e 1.530 generi secondo altre fonti (una delle checklist più aggiornata elenca fino a 1.679 generi). La famiglia attualmente (2021) è divisa in 16 sottofamiglie.
La tribù Cardueae (della sottofamiglia Carduoideae) a sua volta è suddivisa in 12 sottotribù (la sottotribù Centaureinae è una di queste).

### Filogenesi
La classificazione della sottotribù rimane ancora problematica e piena di incertezze. Il genere di questa voce è inserito nel gruppo tassonomico informale Volutaria Group. Questo gruppo composto da 8 generi, nell'ambito della sottotribù Centaureinae e da un punto di vista filogenetico, si trova in posizione "basale", ossia è stato il primo gruppo a separarsi dagli altri generi. In più recenti studi, tuttavia, alcuni generi (Mantisalca), risultano avere delle posizioni più centrale all'interno del gruppo informale Rhaponticum Group.
Il numero cromosomico delle specie di questo genere è: 2n = 32.

### Elenco delle specie
Il genere comprende le seguenti 20 specie:
- Tricholepis amplexicaulis C.B.Clarke
- Tricholepis angustifolia  DC.
- Tricholepis chaetolepis  (Boiss.) Wendelbo
- Tricholepis eburnea  Rech.f.
- Tricholepis elongata  DC.
- Tricholepis furcata  DC.
- Tricholepis gedrosiaca  (Bornm.) Mirtadz., Parishani & Bordbar
- Tricholepis glaberrima  DC.
- Tricholepis infundibuliformis  Dittrich
- Tricholepis karensium  Kurz
- Tricholepis khuzestanica  Parishani
- Tricholepis montana  Dalzell & A.Gibson
- Tricholepis nakaoi  Kitam.
- Tricholepis radicans  (Roxb.) Wight
- Tricholepis roylei  Hook.f.
- Tricholepis stewartii  C.B.Clarke ex Hook.f.
- Tricholepis stictophyllum  C.B.Clarke
- Tricholepis tibetica  Hook.f. & Thomson ex C.B.Clarke
- Tricholepis toppinii  Dunn
- Tricholepis trichocephala  Lincz.

### Sinonimi
Sono elencati alcuni sinonimi per questo genere:
- Stictophyllum Edgew.